# Cultura topará
Topará, llamada anteriormente Paracas Necrópolis, fue una cultura precolombina del Antiguo Perú que surgió en la actual provincia de Chincha del departamento de Ica, y que se extendió hasta Cañete, al norte, y la península de Paracas, al sur. Se desarrolló entre 200 a. C. y 100 d. C., aproximadamente, es decir en el periodo conocido como Intermedio Temprano o de los desarrollos regionales, tras el declive de la cultura chavín. Influenció en la etapa inicial de la cultura nazca.
Los topará practicaban una desarrollada textilería en algodón y lana de camélidos (llama, alpaca y vicuña), de colores variados e intensos y con motivos decorativos de alta complejidad (los famosos “mantos paracas”). Su cerámica, en cambio, suele ser monocroma y con poca decoración. También practicaban las deformaciones craneanas.

## Ubicación geográfica
Topará es una pequeña quebrada ubicada en los límites de los departamentos de Lima e Ica, zona donde existen diversos sitios arqueológicos. Más al sur se halla el extenso valle de Chincha, que al parecer fue el centro territorial de esta cultura, a juzgar por las edificaciones monumentales que aún se mantienen en pie.
La cultura topará abarcó las actuales provincias de Cañete (Lima), Chincha y Pisco (Ica). Sus restos materiales fueron confundidos, por mucho tiempo, con los de la cultura Paracas, o simplemente ignorados.

## Yacimientos topará
Los principales sitios arqueológicos de esta cultura son:
- Jayhuay (valle de Topará).
- Huaca Santa Rosa (valle de Chincha)
- Huaca Soto (valle de Chincha).
- Chongos (valle de Pisco).
- Cerro Colorado (Paracas).
- Warikayan o “Paracas-Necrópolis” (Paracas).

## Paracas-Necrópolis
En 1927 el arqueólogo peruano Julio C. Tello, junto con discípulo Toribio Mejía Xesspe, en el curso de investigaciones realizadas en la península de Paracas, descubrió en Warikayan restos de viviendas prehispánicas que contenía varios centenares de fardos funerarios. Tello interpretó esta peculiar aglomeración de momias como una ciudad-cementerio, por lo que lo denominó Paracas-Necrópolis, para diferenciarlo de otro cementerio en forma de pozos que había descubierto pocos años antes, muy cerca de la zona, al que llamó Paracas-Cavernas. A ambos cementerios, tanto Cavernas como Necrópolis, Tello los consideró como representativos de dos períodos de la cultura Paracas (800 a. C. a 200 d. C.), división esta que arraigó y que hasta hoy se usa. Sin embargo, todo indica que Tello se equivocó al considerar a Paracas-Necrópolis como prolongación de la antigua cultura paracas.
En primer lugar, Warikayan  no parece haber sido una necrópolis, sino un asentamiento grande de la época, que coincide con la de los desarrollos regionales post Formativo. La acumulación de más de 400 fardos todavía no tiene una explicación satisfactoria. Podría haber sido un sitio considerado sagrado, por la coloración roja de sus cerros y su cercanía al mar.
Asociados a dichos fardos funerarios, Tello descubrió espléndidos mantos bordados en un estilo particular (aunque iconográficamente similar a Nazca) que denominó “Paracas Necrópolis”. También halló ejemplares de cerámica, pero estos, contrastando con los textiles, tenían poca decoración y eran mayormente monocromos (un solo color). Solo tiempo después se determinó que ese peculiar estilo de cerámica estuvo extendido en los valles de Cañete, Topará, Chincha y Pisco, siendo denominado “estilo topará”. Es distinto del estilo paracas contemporáneo de chavín (Paracas Cavernas y Ocucaje); tampoco se asemeja al estilo nazca, ya que esta tiene decoración con diseños figurativos multicolores.
Por todo ello, es evidente que lo que Tello denominó “Paracas Necrópolis” pertenecía a otra tradición cultural, la misma que ha sido denominada topará por el nombre de una localidad situada cerca del valle de Chincha, donde al parecer estuvo el centro de esta cultura. El hecho que Warikayan o “Paracas Necrópolis” estuviese justo en la frontera de dos áreas culturales, Topará y Nazca, contribuyó a la confusión de Tello.
Es probable que ese brusco cambio cultural en Paracas, que se vislumbra no solo en la cerámica sino también en la arquitectura, derivara de una guerra de expansión emprendida por los topará. La presencia de armas en muchos fardos funerarios, así como la masiva presencia de cráneos rotos y trepanados, serían signos de una época muy violenta.

## Arquitectura
Topará desarrolló un particular diseño arquitectónico: grandes casas rectangulares de varios ambientes amplios cuyas entradas se abren hacia un patio y sus muros siguen un riguroso trazo ortogonal.
En el valle de Chincha se elevaron los edificios ceremoniales más imponentes. Constan de una alargada plataforma orientadas de este a oeste, sosteniendo una fila de recintos adosados unos a otros y cercados por elevadas murallas. Tienen como promedio 40 m de altura. Su edificio representativo es la Huaca Santa Rosa, construida con cantos rodados, que mide 250 por 300 m aproximadamente. Otras construcciones, como la Huaca Soto, están hechas de adobe.

## Cerámica
La cerámica representativa topará está conformada por botellas asa-puente y finos platos hondos con decoración modesta y de un solo color (monocromo). Su superficie está cubierta generalmente por un engobe blanco cremoso brillante. El pintado se hacía antes de la cocción del ceramio. Este estilo es distinto al de Paracas y al de Nazca, los cuales son de decoración muy variada y colorida (policroma). Sin embargo, de todos modos la cerámica topará influyó sobre ambas.

## Fardos funerarios
El comportamiento funerario topará lo conocemos por los hallazgos de Tello en Paracas (Cerro Colorado y Warikayan). Otro cementerio importante de esta cultura se hallaba en Chongos, pero por desgracia ha sido ya depredado y destruido. Curiosamente se ha documentado que algunos individuos consumian parte de los restos humanos, siendo algo recién documentado el 13 de marzo de 2018
Los entierros topará seguían sin duda un ceremonial riguroso y prolongado. El cadáver era momificado mediante una técnica muy elaborada cuyos detalles permanecen desconocidos; pero la mayor de las veces se recurría a la momificación natural, librada al medio ambiente. La momia, envuelta en su sudario y en posición fetal, era colocada en un cesto de mimbre conjuntamente con una serie de objetos, lo que nos indica el concepto que los topará tenían sobre la vida ultraterrena. Se han hallado prendas de vestir, hondas, tejidos, así como vasijas con granos de maní, mazorcas de maíz, etc. El conjunto era envuelto cuidadosamente por un número no siempre igual de mantos o tejidos de diferente calidad; el paquete así formado se llama fardo funerario. El manto que se halla más cerca cuerpo de la momia suele ser el más fino, bordado con figuras que representan simbólicamente el mundo de la mitología paracas. Los mantos restantes son de menor calidad. Algunos fardos funerarios están envueltos hasta por diez u once mantos, y pertenecen sin duda a los miembros de las clases dominantes.

## Mantos funerarios

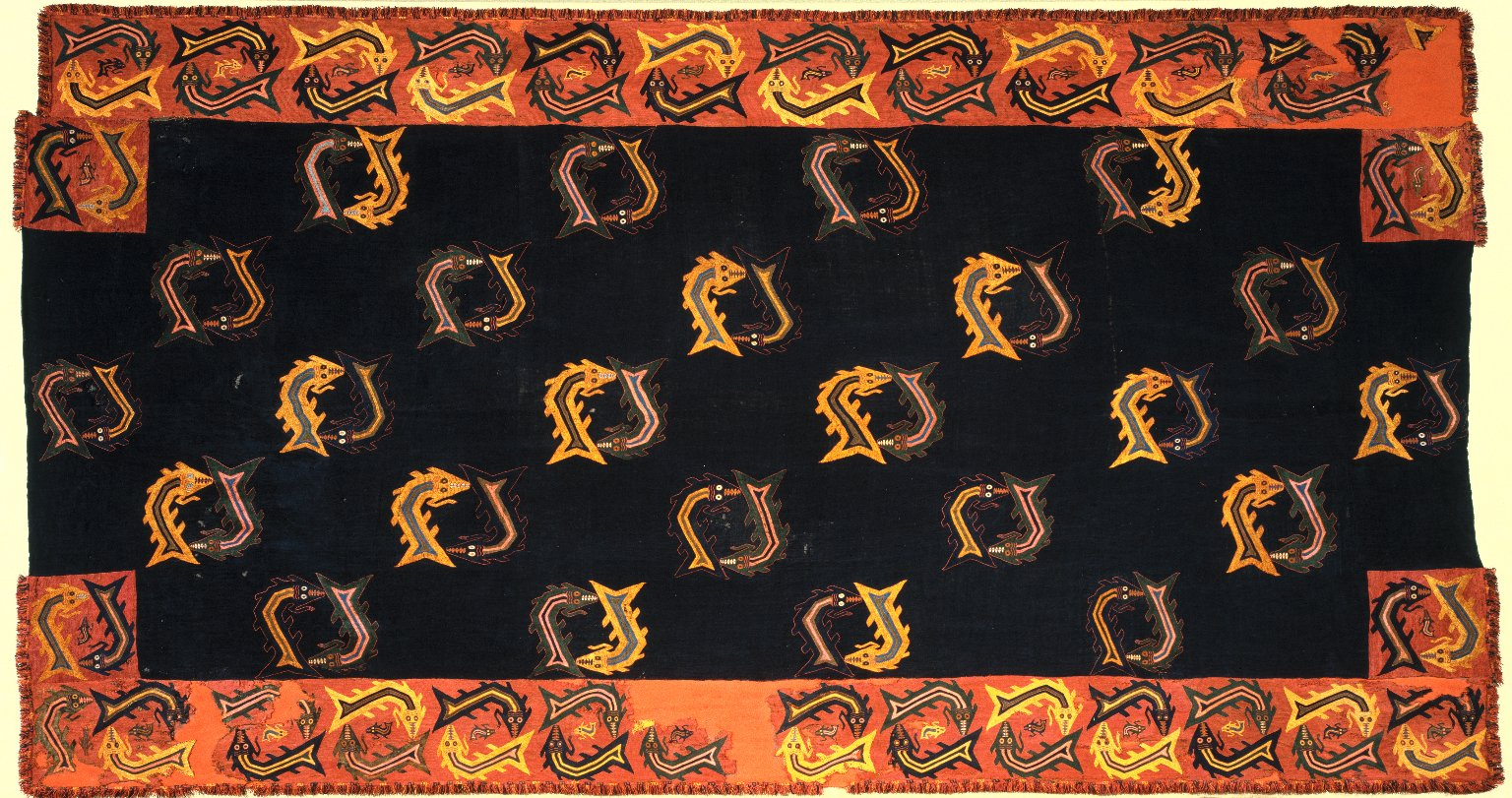
Manto Paracas.

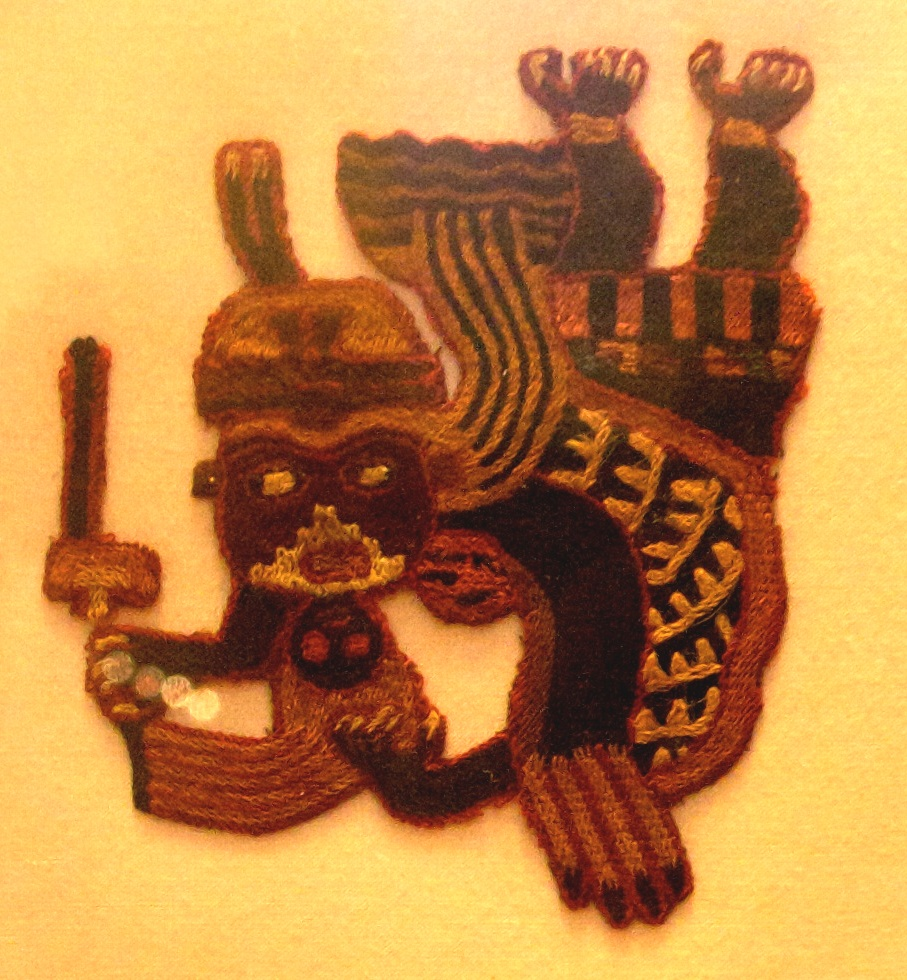
Una figura profusamente representada en el arte textil topará es un ser sobrenatural que tiene diversas variantes. En la imagen se ve a un personaje antropomorfo con rasgos de felino, que se desplaza por los aires y de cuya nuca brota un apéndice en forma de pez.

Los finísimos y bellos mantos descubiertos en Warikayan (“Paracas-Necrópolis”) suscitaron la admiración universal. Están hechos a base de algodón y de lana de camélido. A modo de complemento se usaban pelos humanos y fibras vegetales. Algunas de las telas contienen trescientos hilos por pulgada cuadrada. Sobre ellas se bordaron con gran colorido temas naturalistas (peces, felinos, aves, serpientes, frutos y flores), así como figuras míticas y simbólicas, todas con un gusto extraordinario. Sin exageración alguna, puede afirmarse que el arte textil topará alcanzó alturas no igualadas por ninguna otra cultura del mundo. Los mantos más finos debieron pertenecer a la elite del valle de Pisco, a juzgar por su complicadísima elaboración, que debió exigir miles de horas hombre de trabajo.
La variedad, vivacidad e intensidad de los colores de los mantos aún se mantienen en su vigor, pese al tiempo transcurrido; todo lo cual hace suponer que los topará conocieron el secreto de la perpetuidad de los tintes. Los hilos eran teñidos hasta con siete colores; adicionalmente se disponía del color blanco del algodón, así como el pardo oscuro. Los matices del rojo provienen de la cochinilla, los azules del índigo; un tono rojizo amarillento se origina de diversas especies de relbunium.

## Iconografía
La iconografía representada en los mantos está estrechamente relacionada con la que posteriormente desarrollaron los nazcas. Se trata de figuras y motivos complejos que se puede dividir en dos grupos:
- Uno de contenido simbólico, formado por imágenes naturalistas de animales y vegetales.
- Otro con variado contenido mitológico, que agrupa seres humanos con disfraces ceremoniales de aves, felinos y orcas, así como aves y plantas convertidas en humanos y otros seres sobrenaturales de mayor rango. Entre ellos destaca uno en especial, con rasgos humanos combinados con los de felino y ave.

## Deformaciones craneanas

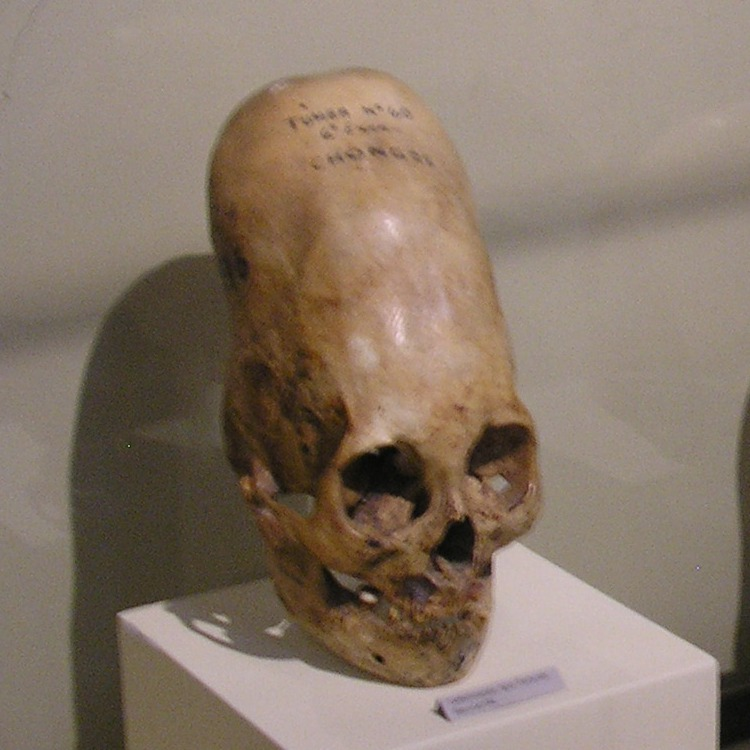
Cráneo deformado expuesto en el Museo Regional de Ica.

La deformación craneana fue ampliamente practicada bajo esta cultura. Dos fueron los tipos preferidos: de cabezas alargadas (paltauma) y de cráneos redondeados.
La deformación craneana debía iniciarse en el individuo en su temprana edad. Para lograrla se usaban vendas y hasta tablillas que eran sujetadas al cráneo con cuerdas; con los años la presión hacía que la cabeza se deformara de manera artificial.
Esta práctica es muy antigua y se ha dado también en otras culturas del mundo. Esta universalización se atribuye a que posiblemente tuviera su origen en el remoto paleolítico, anterior al poblamiento de América. Teóricamente, debió ser motivada por el deseo de unos individuos de diferenciarse de otros de su mismo grupo racial, por razones de jerarquía.